# خشکه‌در مالمیر
خشکه‌در مالمیر یک روستا در ایران است که در مالمیر واقع شده‌است. خشکه‌در مالمیر ۲۰۵ نفر جمعیت دارد.